# ۳۳۲ (پیش از میلاد)
۳۳۲ (پیش از میلاد) ۳۳۲مین سال قبل از تقویم میلادی است.